# Elecciones presidenciales de Venezuela de 1843
Las elecciones presidenciales de Venezuela de 1843 se realizaron para elegir al presidente de la república, el candidato del Paecismo era Carlos Soublette quien era el favorito. El Congreso de la República se reunió el 26 de enero de 1843, dónde se efectuó la totalización de los votos, Carlos Soublette obtuvo una victoria contundente, siendo proclamado presidente en primera vuelta con el 66,66 %, asumiendo el cargo el 28 de enero de 1843, para el periodo 1843-1847.

## Antecedentes
Para el cuatrienio de 1843 a 1847 los candidatos para la presidencia fueron Santos Michelena, Diego Bautista Urbaneja y Carlos Soublette. El Partido Liberal se reunió en torno a la candidatura de Santos Michelena y rechazaban la continuidad de José Antonio Páez (el presidente saliente) a través de su candidato Soublette que representaba al Partido Conservador.

## Elección en el Congreso
Durante la reunión de las cámaras legislativas y posterior escrutinio salió favorecido Soublette, con más del 66,66 % de los votos (2/3 partes del congreso). El 28 de enero de 1843, se juramentó en su cargo y formó su gabinete con Juan Manuel Manrique y posteriormente, Francisco Cobos Fuertes en Interior y Justicia; Rafael Urdaneta y después, Francisco Hernáiz ocuparon la Cartera de Guerra y Marina; Francisco Aranda, Juan Manuel Manrique y Pedro de las Casas se sucedieron en la Secretaría de Hacienda y Relaciones Exteriores.

## Consecuencias
Finalizada las elecciones pese a la derrota liberal, los amarillistas lograron salir políticamente más fortalecidos al participar por primera vez en las elecciones comenzando de esta manera una larga pugna entre liberales y conservadores en el poder.
El 15 de abril de 1843 Soublette decretó el cierre de todas las causas legales en contra de los desterrados por ocurrencias políticas, acontecidas desde 1830 hasta 1836 y autorizó su entrada al país y su reincorporación a la vida nacional.
Durante el gobierno de Soublette se trató de buscar el consenso político de los sectores militares y conservadores con los grupos civiles y liberales, por lo cual cabe destacar una relativa libertad política en el país durante su administración.